# Emergency (Computerspielreihe)
Emergency ist eine Computerspiel-Reihe von Rettungssimulationen des deutschen Spieleentwicklers Sixteen Tons Entertainment. Der Spieler übernimmt die Rolle eines Einsatzleiters und muss mit Hilfe der ihm zur Verfügung stehenden Rettungskräfte verschiedene Katastrophenszenarien bewältigen. Schauplatz der Spielereihe ist in den meisten Missionen die Gegenwart, die Grafik entsprechend realistisch gehalten. Während anfangs die Einsatzorte zwar von realen Orten grob inspiriert, aber nicht konkret benannt sind, spielt beispielsweise Emergency 5 in deutschen Großstädten wie Köln, Hamburg, München oder Berlin. Entsprechend sind auch die Einsatzkräfte und deren Fahrzeuge gestaltet. Zur Einleitung der jeweiligen Kampagne finden Missionen aber auch einmal in der Vergangenheit statt, beispielsweise im Mittelalter, wo der Spieler mit Hexenverfolgungen oder der Pest konfrontiert wird. Typisch für die Emergency-Serie ist zudem, dass die Missionen vom aktuellen Zeitgeschehen inspiriert sind – seien es natürliche Katastrophen, Terrorismus oder Populismus. Aktuelle Themen werden dabei in eine Rahmenhandlung eingebunden.
Publisher des ersten Teiles war TopWare Interactive; ab Teil zwei war Take 2 als Publisher tätig. Die Emergency 3 + 4 Gold Edition wurde 2008 durch den Publisher Rondomedia veröffentlicht. Ab Emergency 2012 übernahm Deep Silver den Vertrieb.

## Spielprinzip
In Emergency übernimmt der Spieler die Kontrolle über Einheiten von Feuerwehr, Rettungsdienst, Polizei und ab Emergency 3 auch die des Technischen Hilfswerks. Zentrales Element der Emergency-Spiele ist der Einsatzort: Hier kommen die Rettungskräfte zum Einsatz. In den ersten beiden Teilen war ein Schauplatzwechsel zur Rettungswache nötig, um die Einsatzkräfte zu alarmieren. In der Kampagne von Emergency 3 werden die Einsatzkräfte zunächst zum Kartenrand des Einsatzortes gerufen (Sammelpunkt). Im freien Spiel hingegen warten sie nach dem Ruf vor dem Ausgang der Rettungswache auf Befehle des Spielers. Seit Teil 4 wird der Ruf der Einsatzkräfte komfortabel über ein Pop-Up-Menü erledigt.
Die Steuerung orientiert sich an klassischen Echtzeit-Strategiespielen. Mit der linken Maustaste wählt man die Einheiten an, mit einem Klick der rechten Maustaste bewegt man sie an die Stelle, an der sich der Mauszeiger befindet. Zudem werden mit der rechten Maustaste Aktionen ausgeführt. Ein Symbol am Mauszeiger zeigt dem Spieler, welche Aktion am betreffenden Objekt durchgeführt werden kann. Durch Klicken und Ziehen des linken Mauszeigers ist zudem eine Mehrfachselektion möglich. Die Kameraführung ist ähnlich genretypisch: Mit den Pfeiltasten wird die Kamera bewegt, mit der mittleren Maustaste wird sie rotiert. Zudem folgt die Kamera, wenn der Spieler den Mauszeiger zu einem Bildschirmrand bewegt.
Missionen und Aufgaben orientieren sich mit Ausnahmen an realistischen Rettungseinsätzen. Jede Mission spielt sich an einem eigenen Schauplatz ab. Nach dem Lösen aller Aufgaben und einer kurzen Bewertung (wie viele Einsatzkräfte wurden eingesetzt, wurden alle Ziele erreicht, gab es Verluste etc.) schaltet das Spiel die nächste Aufgabe frei.

## Hauptserie
| Spiel                                    | GameRankings | Metacritic |
| ---------------------------------------- | ------------ | ---------- |
| Emergency: Fighters for Life             | 50 %         | 71/100     |
| Emergency 2: The Ultimate Fight for Life | 64 %         | 55/100     |
| Emergency 3: Mission Life                | 62 %         | 58/100     |
| Emergency 4: Global Fighters for Life    |              |            |
| Emergency 5                              |              | 54/100     |

### Emergency: Fighters for Life
Emergency: Fighters for Life besitzt 30 Einsatzszenarien, die nach steigendem Schwierigkeitsgrad geordnet sind. Zu den Szenarien gehören zum Beispiel ein Unfall auf einer Rennstrecke, ein Flugzeugunglück, eine Überschwemmung, ein Verkehrsunfall und eine Bombendrohung. Teilweise sind Nebenbedingungen zu erfüllen, die über die bloße Schadensbekämpfung hinausgehen. Beispielsweise muss ein Brandstifter festgenommen werden. Dem Spieler stehen 20 unterschiedliche Rettungsfahrzeuge zur Verfügung. Die Darstellung erfolgt zweidimensional.

### Emergency 2: The Ultimate Fight for Life
Emergency 2: The Ultimate Fight for Life besitzt eine Kampagne mit 25 Einsatzszenarien. Die Missionen reichen von einem Zugunfall an einem Bahnübergang bis zu einem Flugzeugabsturz oder einem Alien-Angriff. Im Vergleich zum ersten Teil der Serie wurde die Grafik und vor allem die Steuerung überarbeitet. Außerdem können sich die Rettungseinheiten erstmals innerhalb von Gebäude bewegen. Die Anzahl der Einheiten ist zudem auf 40 gewachsen.
Am 24. Juli 2003 wurde eine Deluxe-Edition von Emergency 2 veröffentlicht, die über zwei neue Missionen und eine Sprachsteuerung verfügt.

### Emergency 3: Mission Life
Emergency 3: Mission Life ist das erste Spiel der Reihe mit 3D-Grafik. Außerdem gibt es neben den 20 Missionen erstmals den Free Play-Modus (Englisch für „freies Spiel“), in dem verschiedene, zufällig auftretende Einsätze in einer Stadt erledigt werden müssen. Zusätzlich wurde ein Karteneditor beigefügt, mit dem eigene Levels und Mods erstellt werden können.
Von Emergency 3 ist eine kostenlose Demo-Version verfügbar, in der die erste Mission „Unfall an Straßenbaustelle“ gespielt werden kann.
Wie in den Vorgängern stehen Einsatzkräfte aus den Kategorien Polizei, Feuerwehr und Rettungsdienst zur Verfügung. Es gibt auch Einsatzkräfte des Technischen Hilfswerks und ein Einsatzfahrzeug mit einem Ingenieur, der im Spiel für beschädigte Bahnschranken oder Schaltkästen zuständig ist. Diese Einheiten werden allerdings im Spiel stets als „Technische Hilfskräfte“ (oder TEC) bezeichnet, da die Bezeichnung „THW“ gegen den Markenschutz der Bundesanstalt verstoßen würde. Die Anzahl der unterschiedlichen Rettungseinheiten beträgt 35.

### Emergency 4: Global Fighters for Life
In Emergency 4: Global Fighters for Life verfügt die Kampagne wieder über 20 Missionen. Zusätzlich gibt es mehrere Auslandseinsätze, bei denen der Spieler am Anfang entscheiden muss, welche Einheiten er einfliegen lässt. Zwischen den aufwendigeren Missionen spielt sich das Geschehen in einer fiktiven Stadt ab, in der alltägliche Einsätze auftreten. Zum ersten Mal in der Emergency-Serie gibt es außerdem einen kooperativen Mehrspieler-Modus, mit dem Spieler Einsätze zusammen über das Internet meistern können. Die Grafik und Steuerung wurde im Vergleich zum dritten Teil optimiert. In Emergency 4 gibt es auch die Möglichkeit, nicht nur in der Kampagne, sondern auch im Free-Play-Modus zu spielen und einen High-Score zu erreichen.
Wie der Vorgänger enthält auch Emergency 4 einen Karteneditor, mit dem Zusatzinhalte erstellt und bisherige Inhalte angepasst werden können. Durch diese Möglichkeit entwickelte sich im Laufe der Zeit eine große Fan- und Modding-Community um das Spiel herum.
Emergency 4 wurde bei der Veröffentlichung in zwei verschiedenen Varianten angeboten. Neben der normalen Version vertrieb Take 2 Interactive auch eine Deluxe Edition. Diese enthält zusätzliche Mission, eine zweite Karte für den Free-Play-Modus und eine Sprachsteuerung. Später folgte eine Gold Edition, dessen Vertrieb Rondomedia übernahm. Die Gold Edition enthält die Deluxe Edition ohne Sprachsteuerung und zusätzlich den Vorgänger Emergency 3.
Die kostenlos verfügbare Demo-Version beinhaltet eine Trainingsmission sowie die ersten beiden Missionen „Baukran auf Kirche gestürzt!“ und „Reifenlager brennt!“.

### Emergency 5
Am 27. November 2014 veröffentlichte Deep Silver Emergency 5, den offiziellen Nachfolger von Emergency 4. Für die Entwicklung war wieder Sixteen Tons Entertainment verantwortlich.
Emergency 5 bietet neben einem komplett neuen Missions- und Kampagnen-Modus, in dem sich Großeinsätze und Alltagsgeschehnisse abwechseln, vor allem größere Einsatzkarten, eine verbesserte Steuerung und eine realistische und glaubwürdige Spielwelt.
Für das Spiel selbst wurde zum ersten Mal seit der Veröffentlichung von Emergency 2 eine eigens entwickelte bzw. angepasste Grafik-Engine verwendet.
Außerdem verfügt Emergency 5 über einen Koop-Modus und einen Editor für eigene Missionen.

## Gesamtausgabe
2018 wurde zum Jubiläum der Spielereihe eine Gesamtausgabe fast aller bisherigen Emergency-Titel (mit Ausnahme des ersten Teils sowie Emergency Police) unter dem Titel The Complete Emergency veröffentlicht. Die „Klassiker“ sind mittlerweile auch per Download via Steam verfügbar. Abgesehen von den aktuellen Patches für Emergency 20 bietet diese Kollektion jedoch keine Neuerungen.

## Emergency(2023)
Im Mai 2023 wurde ein neues Spiel mit dem Titel Emergency für den PC angekündigt. Die Veröffentlichung erfolgte am 15. August 2023. Bei dem neuen Titel handelt es sich um einen Free-to-play-Titel, der kostenlos bei Steam heruntergeladen werden kann. Das Spiel ist mit bis zu vier Spielern kooperativ spielbar und beinhaltet die für die Emergency-Reihe typischen Einsatzkräfte und Aufgaben. Das neue Emergency-Spiel wurde vom Bundesministerium für Wirtschaft und Klimaschutz im Rahmen der Games-Förderung mit rund 913.000 Euro mitfinanziert. Anders als vorherige Titel unterstützt das neue Emergency kein Modding. Das Spiel wurde auf Basis der Unreal Engine 5 entwickelt.

## Spin-offs
| Spiel            | Metacritic |
| ---------------- | ---------- |
| Emergency Police |            |
| Emergency 2012   | 61/100     |
| Emergency 2013   |            |
| Emergency 2014   |            |
| Emergency 2016   |            |
| Emergency 2017   |            |
| Emergency 20     |            |

### Emergency Police
Emergency Police nutzt dieselbe Grafik und Steuerung wie der erste Serienteil Emergency – Fighters for Life. Eine zusätzliche Einheit ist das Spezialeinsatzkommando. Emergency Police unterscheidet sich von der restlichen Spieleserie dadurch, dass es nur Polizei-Missionen, wie zum Beispiel Geiselnahmen und Amokläufe gibt.

### Emergency 2012: Die Welt am Abgrund
Am 29. Oktober 2010 erschien der am 11. Februar 2010 von Deep Silver angekündigte zweite Spin-off mit dem Titel Emergency 2012. Dieser wurde jedoch nicht von Sixteen Tons Entertainment, sondern von Quadriga Games unter Leitung von Ralph Stock entwickelt, welcher auch bei Sixteen Tons Entertainment für die Entwicklung der Emergency-Reihe verantwortlich war. Größte Änderung in Emergency 2012 ist der Umstieg auf eine neuere Version der Trinigy-Grafikengine mit zeitgemäßer Grafikdarstellung.
Im Gegensatz zu den Teilen der Hauptserie konzentriert sich Emergency 2012 auf globale Katastrophen wie Hitzewellen, Reaktorunfälle und Schneekatastrophen.
Das Spiel ist in einer normalen und einer erweiterten „Deluxe“-Version verfügbar, die neben drei weiteren Missionen zusätzlich ein USB-Blaulicht und eine DVD mit Feuerwehrthematik enthält und auf eine Anzahl von mehreren tausend Exemplaren limitiert ist. Emergency 2012 erschien am 24. November 2010 auch für den Nintendo DS. Zudem ist Emergency 2012 Deluxe auch bei den Spielen Emergency 2013 bis 2017 und in der Jubiläumsedition Emergency 20 enthalten.

### Emergency 2013
Emergency 2013 ist eine erweiterte Version des Spiels Emergency 2012. Neben den Inhalten der Deluxe-Edition ist eine Kampagne mit vier neuen Missionen und eine neue Freeplay-Karte enthalten. Darüber hinaus stehen dem Spieler neue Einheiten, wie zum Beispiel eine Feuerwehrdrohne zur Verfügung. Das Spiel erschien am 9. November 2012 und kann sowohl in digitaler Form, wie auch als DVD erworben werden.
4Players: 56 % „Ein Aufwasch des Vorgängers, der zu wenig neue Inhalte bietet.“

### Emergency 2014
Emergency 2014 ist eine erweiterte Version des Spiels Emergency 2013. Neben den Inhalten von Emergency 2013 und Emergency 2012 Deluxe beinhaltet diese Version neue Einheiten und mehr als 20 Missionen und zusätzliche Karten zum freien Spiel und unberechenbare Zufallsereignisse. Das Spiel erschien am 15. November 2013.
spieletest.at: 70 %
Die Redaktion von spieltest.at kritisiert den geringen Umfang des Updates. „Für nächstes Jahr würde ich mir endlich wieder einen echten Nachfolger wünschen!“

### Emergency 2016
Emergency 2016 ist eine erweiterte Version von Emergency 5, wird allerdings vom Publisher als Vollversion eines neuen Spiels vermarktet. Das Spiel unterscheidet sich sowohl technisch als auch grafisch nicht vom Vorgänger. Es wurden Verbesserungen getätigt, die über die offizielle Seite aber auch für Besitzer von Emergency 5 als Patch zur Verfügung stehen. Emergency 2016 besteht aus allen Inhalten von Emergency 5, außerdem wurde ein neues Fahrzeug hinzugefügt, welches allerdings nur in der Kampagne spielbar ist. Emergency 2016 wurde am 15. Oktober 2015 veröffentlicht. Spieler, die bereits Emergency 5 besitzen, können sich Emergency 2016 als Add-On zu einem reduzierten Preis kaufen.
Computer Bild bewertet Emergency 2016 als Befriedigend (Note 2,7). Das Magazin lobt die motivierenden Aufgaben, kritisiert aber Bedienung und KI.

### Emergency 2017
Emergency 2017 – Einsatz gegen den Terror ist eine erweiterte Version von Emergency 2016, wird allerdings vom Publisher als Vollversion eines neuen Spiels vermarktet. Das Spiel unterscheidet sich sowohl technisch als auch grafisch nicht vom Vorgänger. Es wurden Verbesserungen getätigt, die über die offizielle Seite, aber auch für Besitzer von Emergency 5 und 2016 als Patch zur Verfügung stehen. Emergency 2017 besteht aus allen Inhalten von Emergency 5 Deluxe und Emergency 2016, außerdem wurde eine neue Einheit samt Fahrzeug und eine neue Kampagne mit fünf Missionen hinzugefügt. Emergency 2017 wurde am 27. Oktober 2016 veröffentlicht. Spieler, die bereits Emergency 5 oder 2016 besitzen, können Emergency 2017 zu einem reduzierten Preis erwerben. In Emergency 2017 gibt es zudem erstmals in der 2000er-Reihe einen Editor, der laut Hersteller benutzerfreundlicher als die vorherigen Editoren sein soll.
Laut Gamestar-Test gab es Verbesserungen im Vergleich zu den Vorgängern, doch das Spiel ist nur etwas für Fans (Wertung: 58 %).

### Emergency 20
Emergency 20 ist eine erweiterte Version von Emergency 2017, die anlässlich des 20-jährigen Jubiläums der Spielreihe veröffentlicht wurde. Das Spiel wird vom Publisher als Vollversion eines neuen Spiels vermarktet. Es unterscheidet sich sowohl technisch als auch grafisch nicht vom Vorgänger. Es wurden Verbesserungen vorgenommen, die über die offizielle Seite, aber auch für Besitzer von Emergency 5, 2016 und 2017 als Patch zur Verfügung stehen. Emergency 20 besteht aus allen Inhalten von Emergency 5, Emergency 2016 und Emergency 2017, außerdem wurden 10 der beliebtesten Missionen aus Emergency 1 bis 4 neu inszeniert in einer Kampagne hinzugefügt. Zu jeder dieser 10 Missionen gibt es ein „Backstage-Video“, in dem die Entwickler über die Entstehung dieser Mission und der Entwicklung von Emergency sprechen. Emergency 20 wurde am 27. Oktober 2017 veröffentlicht. Spieler, die bereits Emergency 2016 oder 2017 besitzen, können Emergency 20 zu einem reduzierten Preis erwerben.

## Ableger für Mobilgeräte
| Spiel              | Metacritic |
| ------------------ | ---------- |
| Emergency DS       |            |
| Emergency          | 76/100     |
| Emergency HQ       |            |
| Emergency Operator |            |

### Emergency DS
Auf der Games Convention 2008 präsentierte Rondomedia die erste Nintendo-DS-Portierung der Emergency-Reihe als Emergency DS. Veröffentlicht wurde das Spiel am 26. November 2008. Im Spiel enthalten sind fünf Szenarien, jedes enthält vier Missionen, die teilweise bereits aus früheren Emergency-Spielen bekannt sind. Ralph Stock zeigte sich später unzufrieden über die Verkaufszahlen von Emergency DS.
Emergency DS wurde 2009 für den ersten Deutschen Computerspielpreis im Bereich „Bestes mobiles Spiel“ nominiert.

### Emergency für Mobilgeräte
In Emergency für Mobilgeräte steuert der Spieler als Einsatzleiter 18 verschiedene Fahrzeuge der Feuerwehr, des Rettungsdienstes, der Polizei und technischer Einheiten. In diesem Mobile Game steuert der Spieler seine Einsatzkräfte durch 13 Katastrophen-Szenarien. Das Spiel erschien am 27. Juni 2012 für Apple iOS und am 21. März 2013 für Android.
Laut Test bei Golem.de ist die iPad-Version von Emergency empfehlenswert, nicht nur für Fans der Version für den PC. 2013 wurde Emergency iPad für den Deutschen Computerspielpreis nominiert.

### Emergency HQ
Emergency HQ ist ein 2017 erschienener Free-to-play-Ableger für Android und iOS. Die Rettungseinsätze laufen dabei meist sehr ähnlich ab. Der Spieler ruft die benötigten Fahrzeuge herbei und kann den Einsatzkräften Aufgaben zuweisen. Sind alle Aufgaben gelöst, erhält der Spieler zur Belohnung Münzen. Mit den gesammeltem Münzen kann der Spieler seine Gebäude und Fahrzeuge verbessern und im Rang aufsteigen, um weitere Gebiete und Missionen freizuschalten. Wartezeiten und Verbesserungen können Free-to-play-typisch mit Mikrotransaktionen und einer Premiumwährung namens „EMeralds“, die mit echtem Geld erworben werden kann, umgangen werden. Im Jahr 2021 ist das Spiel auch für die Nintendo Switch erschienen. Seit Juni 2022 gibt es den 1vs1 Spielmodus, indem 2 Spieler mit ihren Fahrzeugen im selben Einsatzszenario gegeneinander antreten. Wer zuerst alle Aufgaben erledigt hat, gewinnt das Spiel.
Laut Pocket PC-Magazin wurde mit Emergency HQ „ein Starker Klassiker für den Mobile Gaming Markt neu aufgelegt“.

### Emergency Operator
Emergency Operator ist ein weiteres Free-to-play Spiel der Emergency Reihe für Android und IOS, welches 2022 erschienen ist. Hier lassen sich Wachen von Feuerwehr, Rettungsdienst, Polizei und Technischen Einheiten in einem Raster auf der Google Maps Karte platzieren, welche dann mit verschiedenen Fahrzeugen bestückt werden können. Um mehr Fahrzeuge und Wachen bauen oder upgraden zu können, benötigt man Münzen und Zertifikate, die mithilfe von abgeschlossenen Einsätzen gesammelt werden können. Wartezeiten und Verbesserungen können mithilfe von Mikrotransaktionen und einer Premiumwährung namens „EMeralds“ umgangen werden, die im Shop erhältlich sind.

## Vergleichbare Spiele
- Fire Department
- Feuerwache – Mission: Leben retten